# Emsradweg
Der Emsradweg (auch Ems-Radweg, bisweilen offiziell auch als „EmsRadweg“ bezeichnet) ist ein Radfernweg in Nordrhein-Westfalen und Niedersachsen, der auf einer Strecke von rund 385 Kilometern von den Quellen der Ems zwischen Schloß Holte-Stukenbrock und Hövelhof bis zu ihrer Mündung bei Emden in die Nordsee führt. Er verläuft weitgehend in unmittelbarer Nähe zur Ems.

## Qualität der Radwege
Der Emsradweg verläuft überwiegend auf asphaltierten Nebenstraßen sowie auf Radwegen, die abseits von Hauptverkehrsstraßen liegen. Die Streckenführung meidet in städtischen Bereichen verkehrsreiche Zonen. Im Jahr 2008 wurde der Radweg vom Allgemeinen Deutschen Fahrrad-Club (ADFC) mit einer Bewertung von 4 Sternen ausgezeichnet, basierend auf Kriterien wie Wegequalität, Wegweisung und Infrastruktur.

## Streckenführung

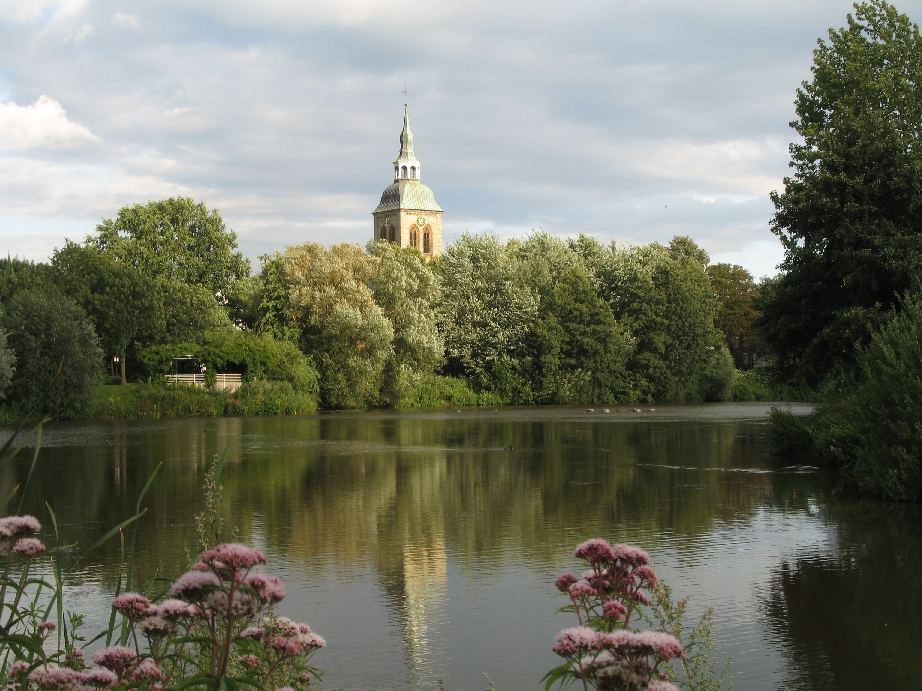
Emssee in Rheda-Wiedenbrück

Der Emsradweg durchquert fünf geografisch unterschiedliche Regionen. Er beginnt an den Emsquellen in der Moosheide zwischen Schloß Holte-Stukenbrock und Hövelhof und folgt dem Verlauf der Ems, die sich von einem kleinen Bach in der Senne zu einem Fluss entwickelt. Südlich von Greven wird der Fluss von einer historischen Kanalüberführung des Dortmund-Ems-Kanals überspannt. Ab Rheine gilt die Ems als Bundeswasserstraße.
Die Streckenführung umfasst unterschiedliche Landschaftstypen. Im Teutoburger Wald verläuft die Route durch hügelige Abschnitte, während im Münsterland flachere Auenlandschaften vorherrschen. Der nördliche Abschnitt führt durch das Emsland, Ostfriesland und bis zur Nordseeküste, wo der Einfluss der Gezeiten spürbar ist. In Papenburg und im Landkreis Leer ist die Ems durch Deiche vor Hochwasser geschützt, und der Fluss zeigt bei bestimmten Gezeitenphasen Rückwärtsströmungen.

## Anschlussrouten

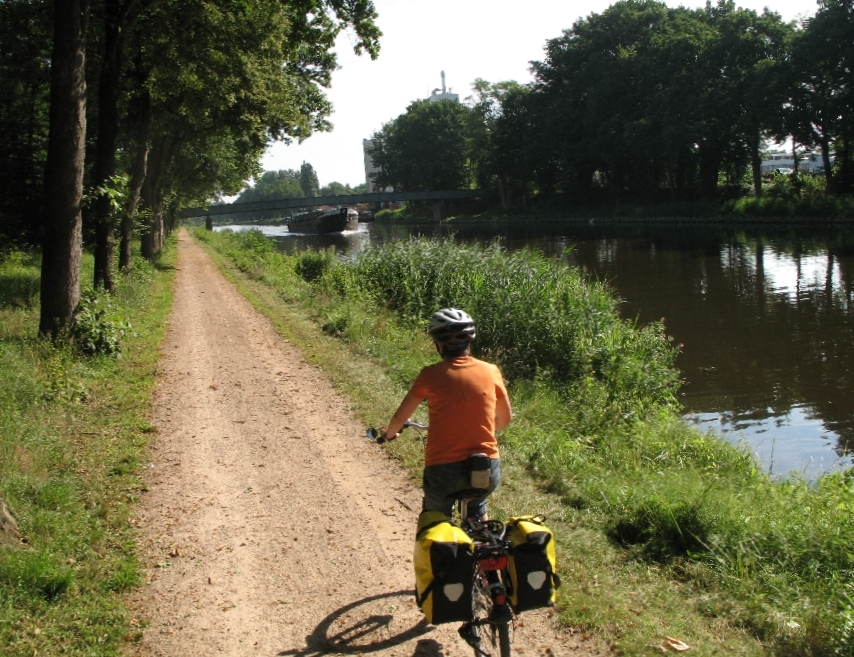
Radweg am Dortmund-Ems-Kanal bei Lingen

Teile des Emsradweges verlaufen parallel zur Dortmund-Ems-Kanal-Route. Weitere überregionale Radwege können in verschiedenen Bereichen der Strecke gekreuzt werden.

## Beschilderung
Der Radweg ist in beiden Richtungen durchgängig ausgeschildert. Die Beschilderung entspricht den Standards der regionalen Radwegenetze in Nordrhein-Westfalen und Niedersachsen. Mit der Einführung eines neuen Logos ab 2024 wird eine Übergangsphase erwartet, in der sowohl das alte als auch das neue Logo entlang der Strecke zu sehen sein werden. Es wird zwischen Zwischenwegweisern und Pfeilwegweisern unterschieden.

## Höhenprofil
Der Emsradweg ist überwiegend flach und weist geringe Höhendifferenzen auf.

## Bilder

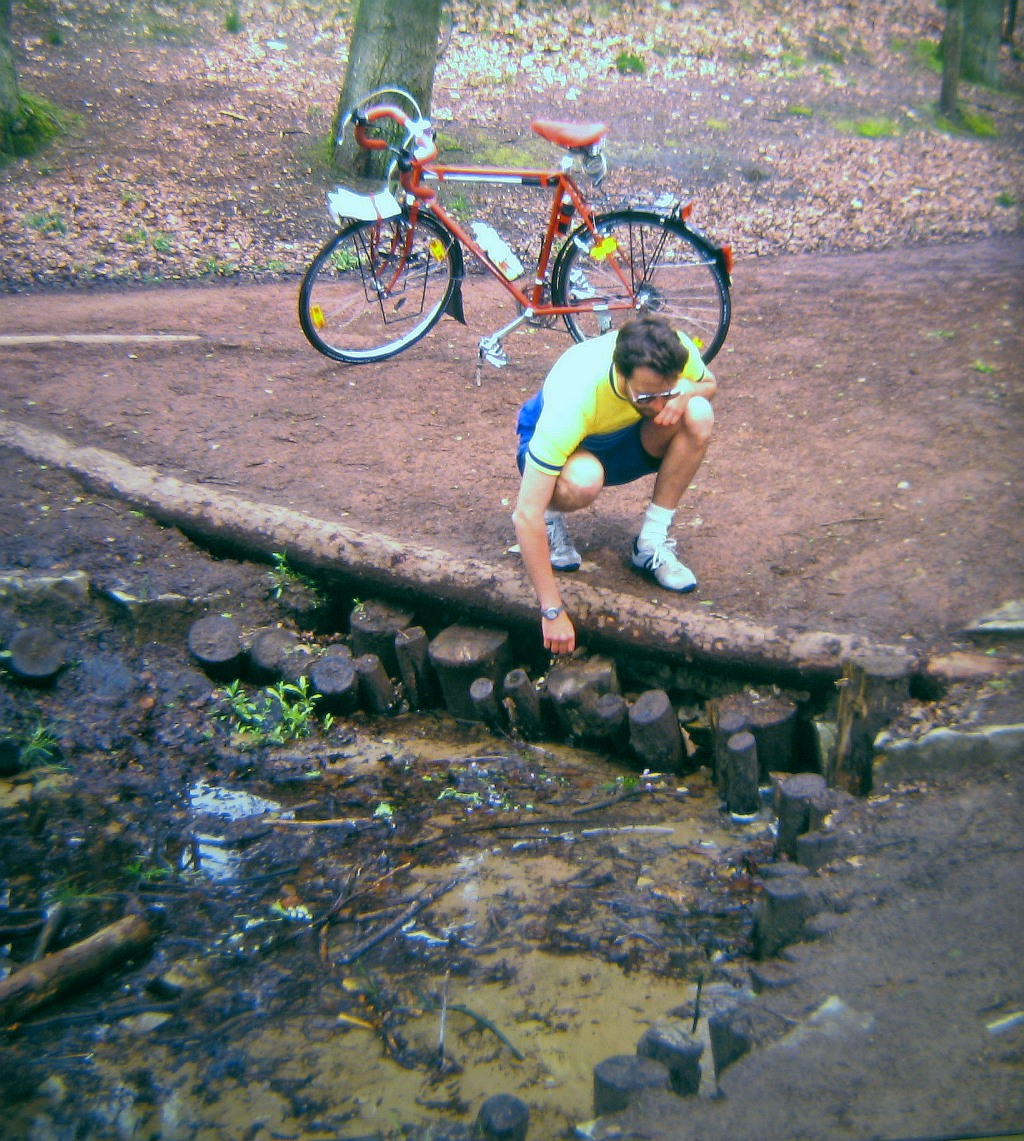
Quelle (Sickerquelle) der Ems (1989)
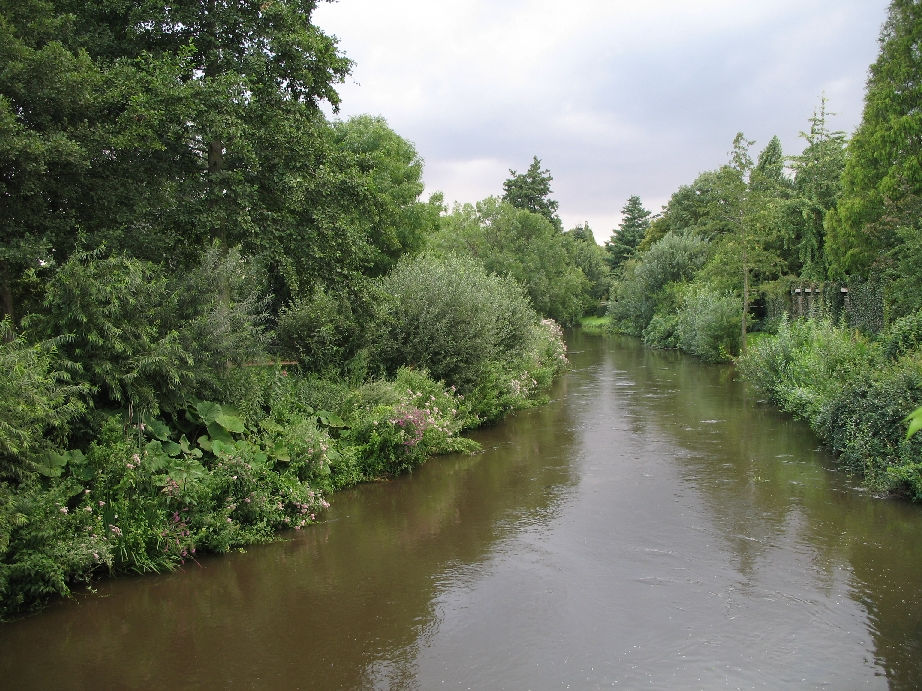
Ems in Wiedenbrück
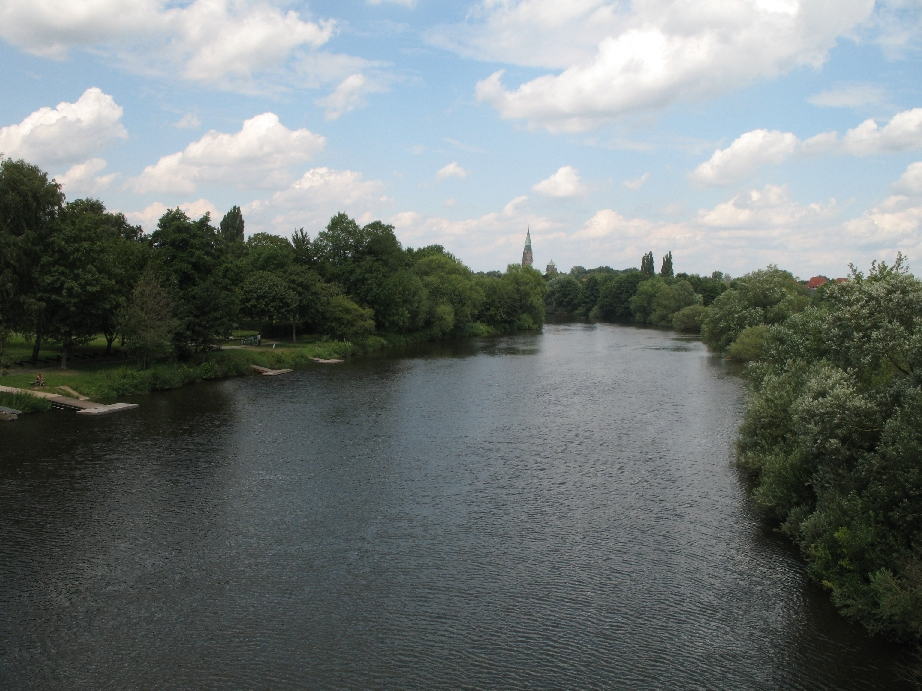
Die Ems kurz vor Rheine
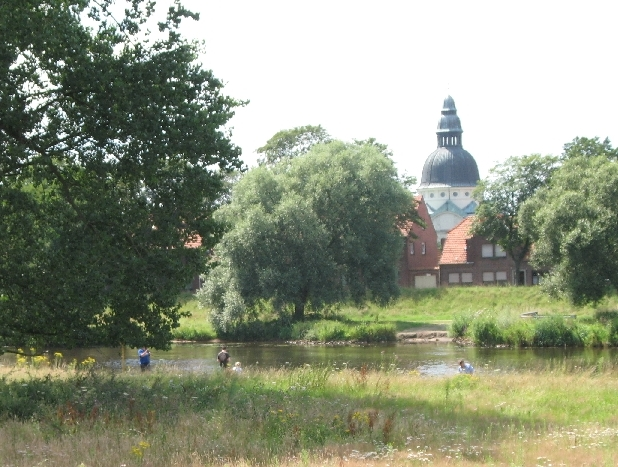
Emswiese bei Haren, Blick auf den Emslanddom
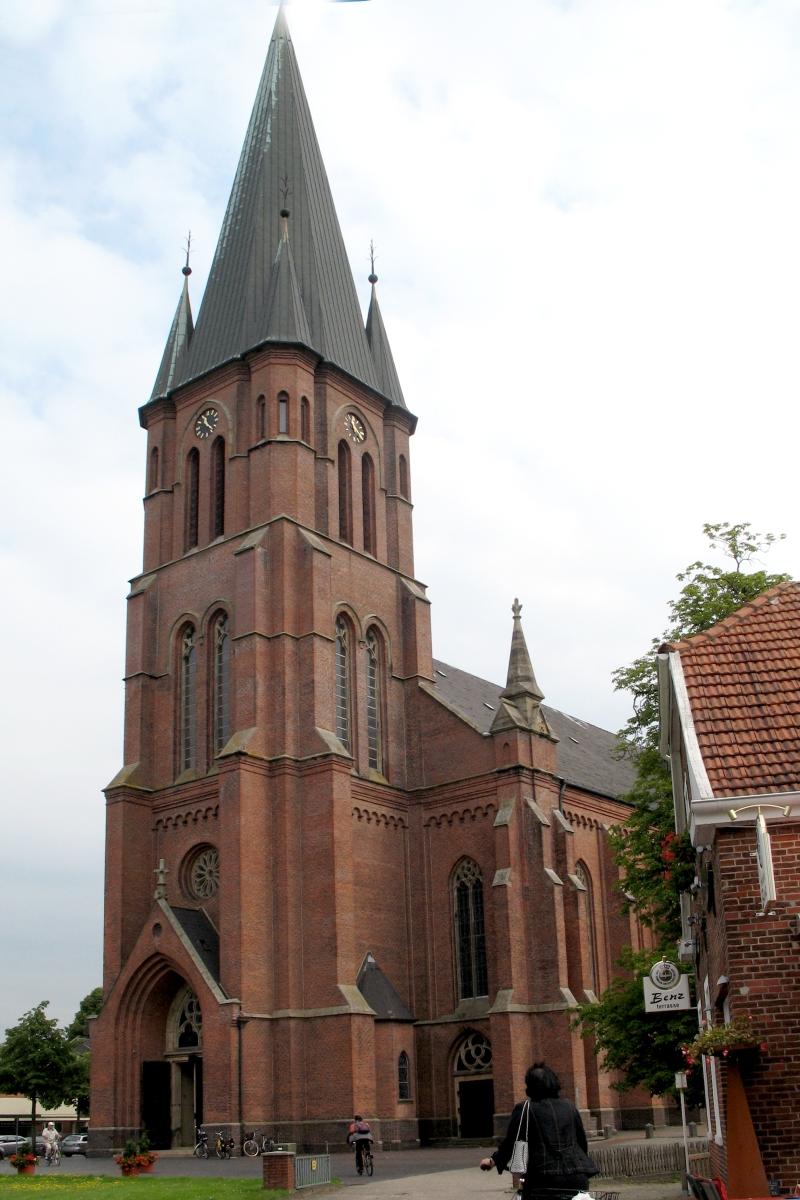
Papenburg, St.-Antonius-Kirche
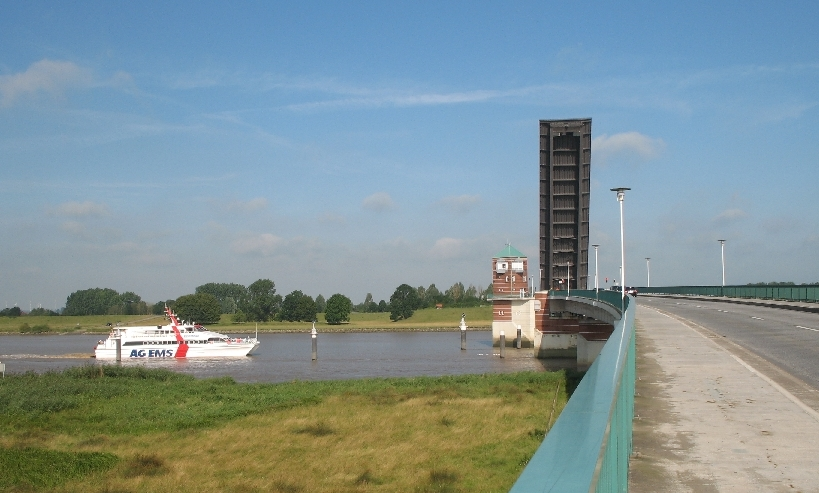
Klappbrücke über die Ems bei Leer Jann-Berghaus-Brücke
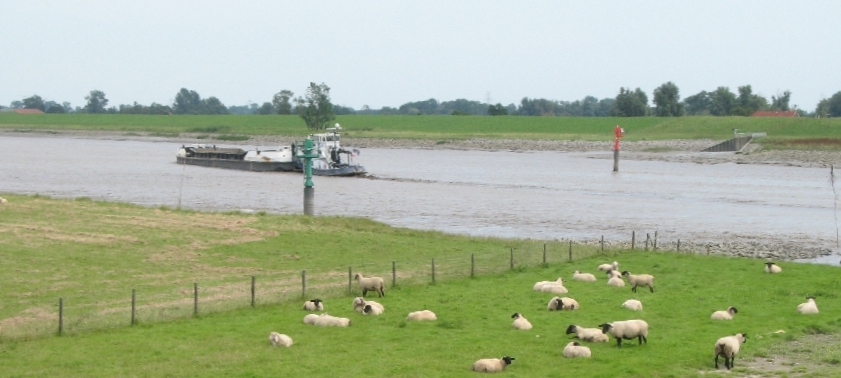
Ems bei Weener
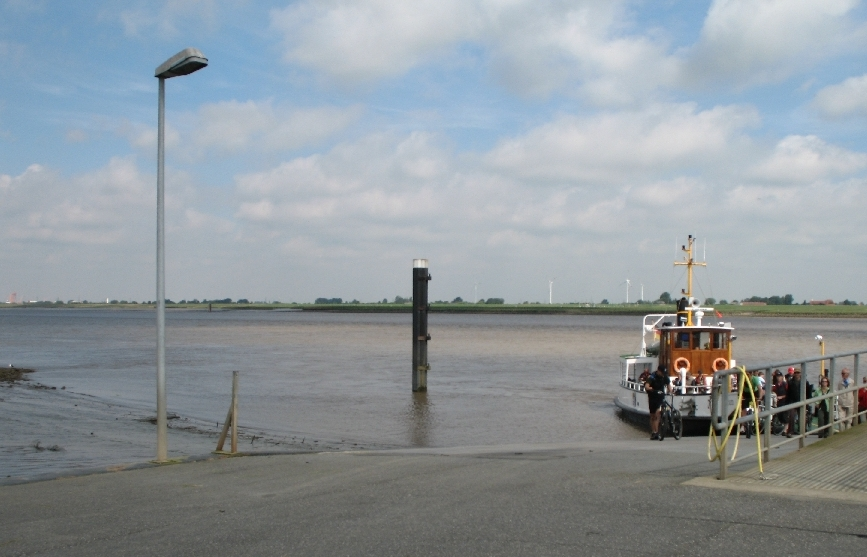
Fähre von Ditzum nach Petkum